# Hägerön
Hägerön är en ö belägen i Värmdö kommun i Stockholms mellanskärgård och ligger precis väster om Gällnö.
Till Hägerön går Waxholmsbolaget till Hägerö brygga.